# Kasa Pożyczkowa Miasta Ostrowa
Kasa Pożyczkowa Miasta Ostrowa – położony przy placu Stefana Rowińskiego budynek o jednym z najbogatszych w Ostrowie Wielkopolskim wystrojów elewacji.

## Historia
Obiekt został wzniesiony w drugiej połowie XIX wieku. Początkowo była to prosta, prywatna kamienica utrzymana w stylu klasycyzmu. W 1899 roku została przejęta Kasę Pożyczkową Miasta Ostrowa. Była to najstarsza polska instytucja bankowa w mieście, założona w 1871 roku. Po 1908 roku dokonano, nakładem Kasy, generalnej przebudowy elewacji, dzięki której stała się jednym z najciekawszych przykładów neobaroku w Ostrowie. Odrestaurowana w 2006 roku.

## Elewacja frontowa
Neobarokowa elewacja zawiera domieszki klasycyzmu i utrzymana jest w charakterystycznym dla epoki tak zwanym wielkim porządku. Druga i trzecia kondygnacja przyozdobione są czterema korynckimi półkolumnami ustawionymi na półcokołach. Dwie środkowe złączone są ślepą balustradą tralkową. Szczyt zwieńczony jest masywnym gzymsem, prostym po bokach, a półkolistym pomiędzy środkowymi kolumnami. Na szczycie ustawione były rzeźby postaci ludzkich jednak zostały one zdjęte około roku 1980. Decyzję tę argumentowano bezpieczeństwem przechodniów. Szczytowy gzyms osłania dekorowane pole ograniczone od dołu tympanonem. Dach jest dwuspadowy, niegdyś zwieńczony był jeszcze kutą dekoracją.

### Ornamentyka elewacji
Ornamentyka nawiązuje została dobrana celowo i nawiązuje do ideałów pozytywizmu. Między kolumnami znajdują się cztery zespoły dekoracyjne:
- kaduceusz – laska Merkurego – symbol handlu,
- snop, kosa, łopaty, grabie i cep – symbole rolnictwa,
- koło zębate, kowadło, młot i obcęgi – symbole przemysłu,
- koło ze skrzydłem i kotwica – symbole komunikacji.

W polu pod szczytem oraz na tympanonie znajdują się:
- ul i pszczoły – symbol oszczędności, pracowitości, mądrości, bogactwa,
- liście akantu jako motyw dekoracyjny i wieńczący całość.

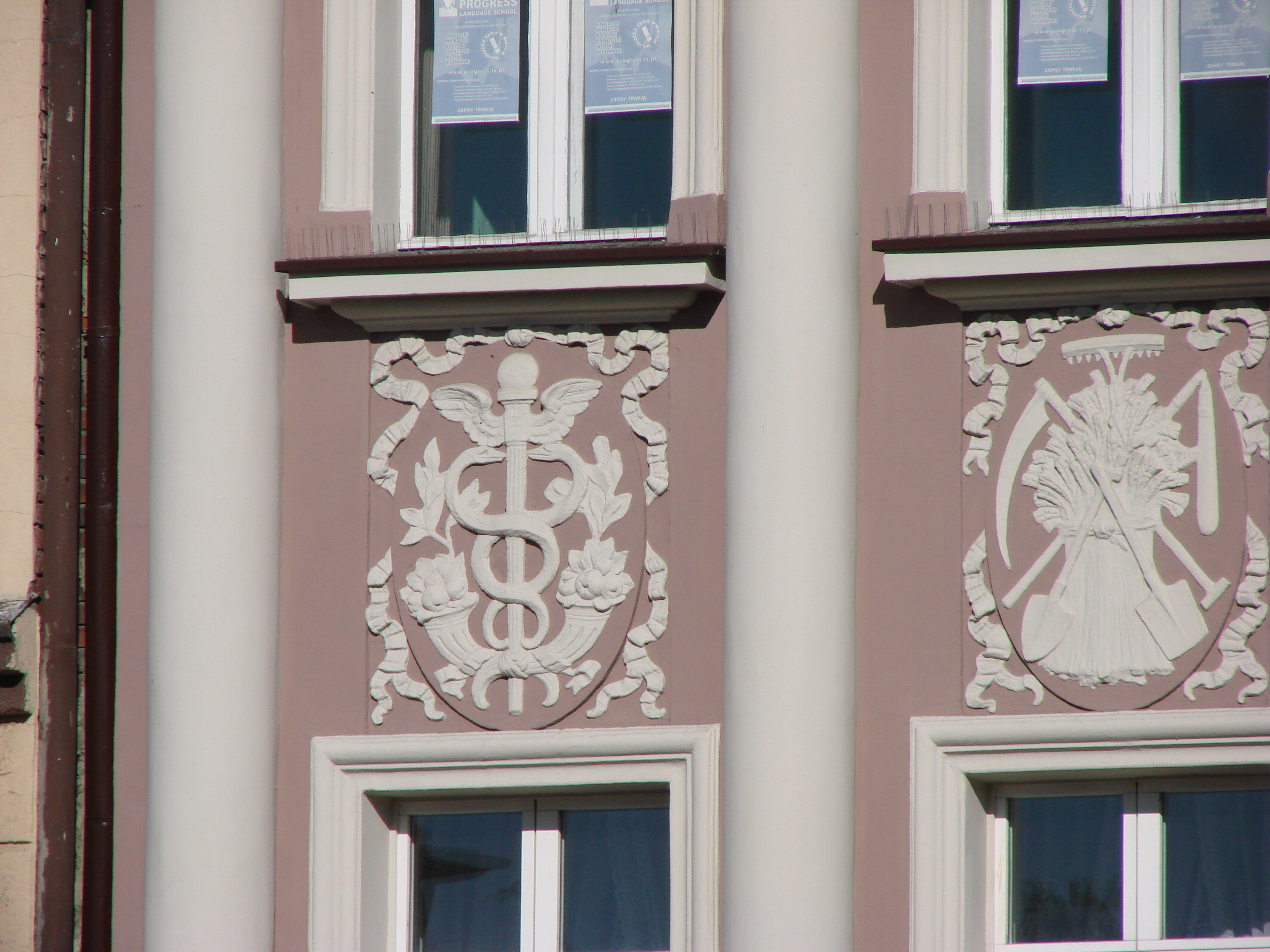
Fragment elewacji
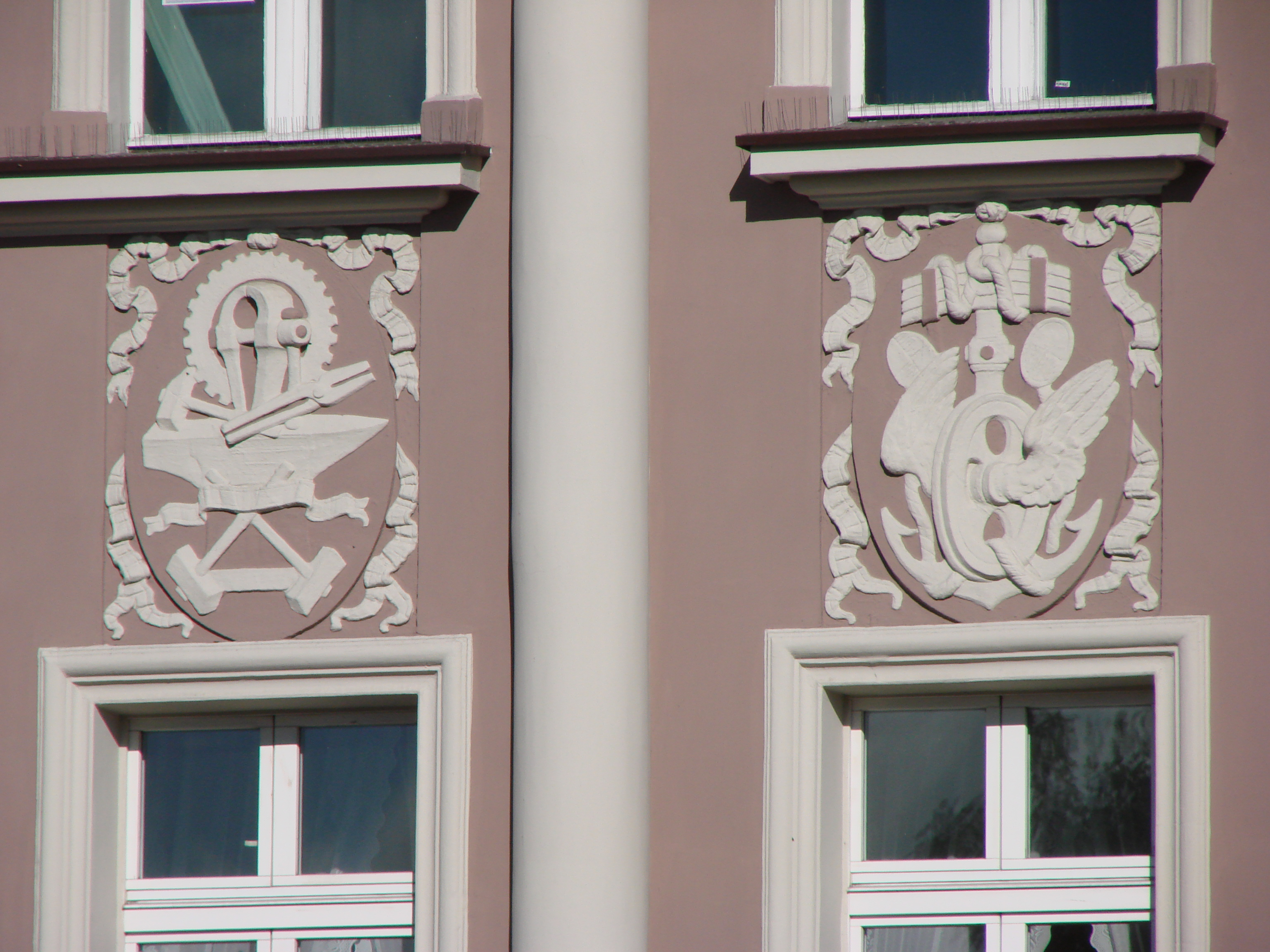
Fragment elewacji